# Nizami (stacja metra)
Nizami – stacja na linii 2 bakijskiego metra, położona między stacjami 28 May i Elmlər Akademiyası. Nazwę nadano na cześć Nizamiego, perskiego poety pochodzącego z Gandży.

## Opis
Stację oddano do użytku 30 grudnia 1976 r. Do czasu otwarcia w 1985 r. odcinka linii do stacji Memar Əcəmi, Nizami była stacją końcową na linii 2.
Ściany w holu wykończone są białym marmurem z opaską z czarnego marmuru w formie listwy przypodłogowej. Posadzka holu wyłożona jest czarnym granitem i biało-różowym marmurem.
W wystroju wnętrza dworca wykorzystano motywy z architektury narodowej. Stacja jest ozdobiona mozaikowym portretem Nizamiego i panelami z motywami z jego dzieł (autorstwa artysty ludowego ZSRR Mikayila Abdullayeva).